# Şaklat, Kocaköy
Şaklat là một xã thuộc huyện Kocaköy, tỉnh Diyarbakır, Thổ Nhĩ Kỳ. Dân số thời điểm năm 2008 là 850 người.